# セルヒイ・ナエフ
セルヒイ・イヴァーノヴィチ・ナエフ（ウクライナ語: Сергі́й Іва́нович На́єв、1970年4月30日 - ）は、ウクライナの軍人。2020年3月27日から2024年2月11日までウクライナ統合軍司令官を務めた。ウクライナ英雄。2018年3月16日から2019年5月6日までウクライナ軍参謀次長兼ウクライナ統合軍事作戦司令官を務めた。

## 経歴
1970年4月30日にウクライナ・ソビエト社会主義共和国モヒリーウ・ポジーリシキーで誕生する。1987年から1991年までモスクワ高等軍事指揮学校に在籍し、卒業後はドイツ駐留ソ連軍の自動車化狙撃小隊の小隊長として2年間勤務した。
ウクライナ陸軍においては、1990年代から2000年代初めにかけて西部作戦管区および南部作戦管区に配属され、2000年代半ばには第28独立機械化旅団長に就任した。
2014年に発生したドンバス戦争では、第二次ドネツク空港の戦いにおいてセクターBの指揮を執った。2015年から2017年まで東部作戦管区司令官を務め、2018年3月16日にペトロ・ポロシェンコ大統領から統合軍事作戦司令官に任命された。2019年5月6日の解任後、2020年3月27日にウォロディミル・ゼレンスキー大統領から統合軍司令官に任命された。2024年2月11日、統合軍司令官を解任され、後任に前ウクライナ海兵隊司令官のユーリー・ソドル中将が就任した。
2025年2月11日、ナエフはヴェルカ・ノヴォルシカ戦術集団の司令官に就任するよう命令を受けた。ナエフは前日にウクライナ・プラウダの取材を受けて、戦闘準備の失敗やゼレンスキー大統領の責任について語っていた。
2025年4月時点ではヴフレダール戦術集団の司令官を務めていた。同年6月21日、同職を退任した。

## 栄典
- ウクライナ英雄 - 2022年4月27日[3]
- 3等ボフダーン・フメリニツキー勲章 - 2019年5月3日[14]
- ウクライナ軍務勲章（英語版） - 1998年5月8日[15]
- 祖国防衛記章（英語版）[16]
- 聖ユーリー勝利勲章（ウクライナ語版） - 2021年4月26日[17]